# Краснокумское
Красноку́мское — село в Георгиевском районе (городском округе) Ставропольского края Российской Федерации.

## География
Примыкает с северо-востока к городу Георгиевску. Расположено на левом берегу реки Подкумок, на южной окраине села находится железнодорожная станция «Георгиевск». В центре — микрорайон из 4-5-этажных домов («хрущёвок»), церковь, универмаг; вдоль Подкумка — старые жилые районы; внутренний, западный районы — застройка 1990-х — пос. «Лазурный»; вдоль железной дороги Минеральные Воды — Георгиевск — Будённовск расположена промышленная зона. Общая площадь застройки составляет около 750 га.

## История
По приказу Императрицы Екатерины II В 1778 году 276 казачьих семей поселились в двух километрах от впадения Подкумка в Куму, дав начало селу. В нём были две казармы, в которых размещался госпиталь. Отсюда произошло первоначальное название села «Госпитальная слободка».
После окончания строительства крепости Святого Георгия и госпиталя полк был расформирован. В слободке осталось всего 26 семей. Они проживали на первых улицах: Арсенальная, Трудовая, Обильненская, Курганская.
В 1919 году село стало называться Красной Слободкой.
В 1929 году был организован колхоз (с 1933 года колхоз М. Горького).
С 1933 года село стало называться Краснокумское.
С 9 августа 1942 года по 10 января 1943 года длилась немецкая оккупация.
На 1 января 1983 года являлось административным центром Краснокумского сельсовета, подчинённого Георгиевскому горсовету:29.
13 декабря 2001 года Правительство Ставропольского края постановило «передать Краснокумский сельсовет из подчинения администрации г. Георгиевска в состав Георгиевского района».
До 2017 года образовывало упразднённое сельское поселение село Краснокумское.

## Население
| 1979    | 1989    | 2002    | 2010    | 2011    | 2012    | 2013    |
| ------- | ------- | ------- | ------- | ------- | ------- | ------- |
| 6715    | ↗7737   | ↗13 389 | ↗17 137 | ↗17 461 | ↗17 690 | ↗17 701 |
| 2014    | 2015    | 2016    | 2017    | 2021    | 2023    |         |
| ↘17 623 | ↘17 587 | ↘17 582 | ↘17 451 | ↘16 702 | ↘16 700 |         |

Национальный состав
По итогам переписи населения 2010 года проживали следующие национальности (национальности менее 1 %, см. в сноске к строке «Другие»):
| Национальность | Численность | Процент |
| -------------- | ----------- | ------- |
| Русские        | 13 496      | 78,75   |
| Армяне         | 2460        | 14,35   |
| Цыгане         | 292         | 1,70    |
| Другие         | 889         | 5,19    |
| Итого          | 17 137      | 100,00  |

## Инфраструктура
- Дом культуры. Построен в 1999 году.
- Сельская библиотека. Открыта 1 октября 1936 года[23] (по другим данным — 19 октября[24]).
- Исправительная колония № 3. Основана 5 сентября 1940 года как сельскохозяйственная исправительно-трудовая колония[25].
- Профессиональное училище № 201 ФСИН России.
- Сбербанк, Доп.офис № 5230/0406. Был открыт в 1965 году как сберкасса, с 1987 года Сбербанк .
- С 1940 года в селе начал работать фельдшерский пункт, а с 1972 года — амбулатория.[26]
- 2 кладбища — открытое, площадью 80 тыс. м², и закрытое, площадью 13 тыс. м².[27]

## Образование
- Детский сад № 21 «Росинка».
- Средняя общеобразовательная школа № 26.
- Детская музыкальная школа. Построена в 1998 году.
- Вечерняя (сменная) общеобразовательная школа № 3.

## Экономика
- Универмаг. Построен в 1987 году.
- Предприятия стройиндустрии: КПП «Георгиевский», СУ-840, ООО «ПМК-Георгиевская-1»; ГЭФ «Сувенир».
- Меховые фабрики «Соболь», «Согласие», «Содружество».
- База нефтепродуктов «Рокада».

## Религия
- Церковь Святой Троицы. Начало строительства — 1996 год. Старая церковь, построенная в 1913 году, была разрушена в годы Советской власти; новая церковь освящена 15 октября 2015 года[28].

## Памятники
- Мемориал погибшим односельчанам. Открыт 9 мая 2000 года[4].
- Дача Сафонова. 1891 Г. — 1899 Г.[29]. Находится на правом берегу Подкумка.

## Топографические карты
- Лист карты L-38-XXXII Пятигорск. Масштаб: 1 : 200 000. Указать дату выпуска/состояния местности.